# Valda Osborn
Valda Rosemary Osborn (17 de setembro de 1934 – 28 de dezembro de 2022) é uma ex-patinadora artística britânica, que competiu no individual feminino. Ela conquistou uma medalha de bronze campeonatos mundiais, foi campeã do Campeonato Europeu de 1953 e foi bicampeã do campeonato nacional britânico. Osborn disputou os Jogos Olímpicos de Inverno de 1952 terminando na décima primeira posição.
Valda Osborn faleceu em 28 de dezembro de 2022, aos 88 anos, em Horsham, West Sussex, Inglaterra, e deixou suas filhas Debbie e Helen e seus netos James e Charlotte.

## Principais resultados
| Resultados                                            | Resultados    | Resultados    | Resultados    | Resultados      | Resultados        | Resultados    | Resultados    | Resultados    | Resultados    | Resultados    | Resultados    | Resultados    |
| Internacional                                         | Internacional | Internacional | Internacional | Internacional   | Internacional     | Internacional | Internacional | Internacional | Internacional | Internacional | Internacional | Internacional |
| Evento/Temporada                                      | 1948– 1949    | 1949– 1950    | 1950– 1951    | 1951– 1952      | 1952– 1953        |               |               |               |               |               |               |               |
| ----------------------------------------------------- | ------------- | ------------- | ------------- | --------------- | ----------------- | ------------- | ------------- | ------------- | ------------- | ------------- | ------------- | ------------- |
| Jogos Olímpicos                                       |               |               |               | 11.ª            |                   |               |               |               |               |               |               |               |
| Campeonato Mundial                                    | 12.ª          | 13.ª          | 9.ª           | 8.ª             | Medalha de bronze |               |               |               |               |               |               |               |
| Campeonato Europeu                                    | 9.ª           |               | 4.ª           | 5.ª             | Medalha de ouro   |               |               |               |               |               |               |               |
| Nacional                                              |               |               |               |                 |                   |               |               |               |               |               |               |               |
| Campeonato Britânico                                  |               |               |               | Medalha de ouro | Medalha de ouro   |               |               |               |               |               |               |               |
|                                                       |               |               |               |                 |                   |               |               |               |               |               |               |               |
| Legenda: Competição não foi disputada nesta temporada |               |               |               |                 |                   |               |               |               |               |               |               |               |